# Kentucky Rain
〈Kentucky Rain〉은 엘비스 프레슬리의 1970년 노래다. 에디 레빗과 딕 허드가 작곡하고, 피아니스트 로니 밀샙이 녹음에 동원되었다.
사라진 애인을 쫓아 "추운 켄터키주의 빗속"을 걷고 운전하는, 한 송름스런 인물을 묘사한 노래다.
아메리칸 사운드 스튜디오에서 녹음되었다. 1970년 1월 29일 〈My Little Friend〉을 B면으로 삼아 싱글로 발매된 것이 빌보드 팝 싱글 차트 16위에 올라갔다. 1992년 3월 RIAA에서 골드 인정을 받았다.
캐나다에서는 6위, 영국에서는 21위, 호주 고셋 차트에서는 7위, 미국 레코드 월드 차트에서는 12위였다.
첫 컴필레이션 수록은 《Worldwide 50 Gold Award Hits Vol. 1》였고, 2000년 재발매된 《From Elvis in Memphis》에 역시 수록되었다. 1970년 2월, 실연 계약을 이행하던 프레슬리가 16차례 걸쳐 부른 바 있으며, "어느 한 일주일에 대한" 노래라고 부르기 전 소개했다. 《Elvis Aaron Presley》와 《Live in Las Vegas》 등에서 실황 버전을 들어볼 수 있다.